# ヘルソン空港攻撃
ヘルソン空港攻撃は、2022年のロシアによるウクライナ侵攻中の2022年3月16日に起きた。ウォール・ストリート・ジャーナルは「ウクライナは現在ロシアの空軍基地であるヘルソン空港に空爆を行った。駐機場の衛星画像には7機の破壊または損傷したロシアのヘリコプターが写っており、中には炎に包まれたものもあった」と報じた。

## 背景
ヘルソンの戦いでロシア軍はヘルソン国際空港を占領し、同空港を空軍基地として使用し始めた。